# (73910) 1997 GU20
(73910) 1997 GU20 – planetoida z pasa głównego asteroid okrążająca Słońce w ciągu 3,76 lat w średniej odległości 2,42 j.a. Odkryta 6 kwietnia 1997 roku.